# Храм Преображения Господня в Богородском
Храм Преображения Господня в Богородском (Спасо-Преображенская церковь) — православный храм в районе Богородское города Москвы. Относится к Воскресенскому благочинию Московской епархии Русской православной церкви. Это единственный оставшийся в Москве деревянный храм XIX века.
Главный престол освящён в честь праздника Преображения Господня, южный придел — в честь Тихвинской иконы Божией Матери, северный придел — во имя пророка Илии и святителя Алексия Московского.

## История
В конце 1876 года настоятель Ильинского храма в Черкизове подал митрополиту Московскому Иннокентию прошение о постройке в дачном месте Богородское деревянной церкви для богослужений в летнее время. Проект был выполнен архитектором Н. А. Ипатьевым. В проекте в основном был использован русский стиль: килевидный кокошник у основания шатра, фигурные наличники окон, резные столбики крылец. Церковь состояла из основного, почти квадратного сруба — четверика, к которому с востока примыкала пятигранная алтарная апсида, с запада — трапезная и четырёхгранная двухъярусная 18-метровая колокольня. Храм построен в 1880 году и освящён 17 августа 1880 года епископом Дмитровским Амвросием. Первоначально храм был приписан к Ильинскому храму в Черкизове, службы совершались летом — ежедневно, зимой — только по праздникам. С 1891 года церковь стала самостоятельной; в неё был назначен настоятель — Александр Тихонович Колычев.
В 1894 году потребовалось расширение здания храма; архитектором П. П. Зыковым был предложен проект пристройки северного каменного придела. Однако реализован был другой проект — архитектора Ф. П. Скоморошенко, по которому в 1897—1898 годах были пристроены деревянные приделы: с севера — во имя пророка Илии святителя Алексия, митрополита Московского; с юга — во имя Тихвинской иконы Божией Матери. Приделы соединялись галереей, которая окружила первоначальный четверик с трёх сторон. Здание церкви сохранилась без перестроек несмотря на пожары, случившиеся в храме в 1954 и 2002 годах. Деревянное строение стоит на высоком кирпичном цоколе; первоначальная часть здания рублена «в обло», приделы и галереи — «в лапу».

План расширения храма — арх. Ф. П. Скоморошенко

План П. П. Зыкова постройки северного придела

Незадолго до ареста, 7 мая 1922 года в храме совершил службу Патриарх Тихон. Ещё одну службу он совершил за несколько месяцев до кончины — 7 сентября 1924 года. В советское время храм не закрывался: уже подготовленное Постановление о его закрытии, датированное 23 марта 1933 года, всё-таки не было подписано заместителем Председателя ВЦИК П. Г. Смидовичем. 
14 августа 1954 года в храме случился первый пожар. Погибло всё убранство и иконы, кроме чудесно уцелевших Тихвинской иконы Божией Матери (из одноимённого придела) и иконы свт. Николая Чудотворца, находившейся рядом. По свидетельству очевидца протоиерея Александра Егорова только в левом (северном) приделе между окон был насквозь прожжён простенок; комиссия, обследовавшая здание констатировала, что стены не пострадали и возможно восстановление храма. По благословению Святейшего Патриарха Алексия I был привезён позолоченный иконостас из храма в Переделкино.
Второй пожар случился в храме 30 августа 2002 года. В это раз уцелела вся церковная утварь и иконы, но уничтожена кровля и существенно были повреждены стены храма, что потребовало замены брёвен.

## Архитектура и святыни
Храм построен в стиле модерн с элементами древних новгородских построек. Круглый шатёр с двумя ярусами сводчатых полукружий.
Святыни: особо чтимые иконы Божией Матери Тихвинская, Смоленская, Иерусалимская, «Всех скорбящих Радость», иконы пророка Илии, препп. Сергия и Серафима, свт. Николая Чудотворца с житием (в алтаре), преп. Серафима Саровского, Пресвятой Троицы, Яхромская икона Божией Матери.

## Духовенство
- Настоятель храма протоиерей Дамиан Круглик
- Протоиерей Андрей Карпенко
- Протоиерей Сергий Субботин
- Иерей Михаил Волков
- Иерей Андрей Тихонов
- Диакон Сергий Кузнецов[9]

## Список служивших в храме

### Настоятели
- протоиерей Александр Колычев (1891—1907)
- протоиерей Михаил Суворовский (1907—1917)
- протоиерей Алексий Добросердов (1917—1949)
- протоиерей Симеон Касаткин (1949—1953)
- протоиерей Василий Студенов (1953)
- протоиерей Василий Скворцов (1953—1955)
- протоиерей Аркадий Станько (1955—1957; 1978—1981)
- архимандрит Сергий (Савельев) (1957—1959)
- протоиерей Анатолий Новиков (1959—1978)
- протоиерей Геннадий Нефёдов (1981—1991)
- протоиерей Виктор Петлюченко (1991—1992)

### Священники
- Пётр Рождественский (1892—1905)
- Александр Некрасов
- Сергей Тихомиров
- Алексий Резухин
- Иоанн Рязанцев
- Георгий Смирягин
- Симеон Павлович Захаров
- игумен Иннокентий (Павлов)
- протоиерей Димитрий Фролов
- протоиерей Геннадий Трохин

### Диаконы
- Александр Херсонский
- Константин Румянцев
- Константин Соколов
- Владимир Борисов
- Иоанн Разиньков
- Петр Мужук
- Константин Шпетный
- Александр Круглик[10]

## Современное положение
Настоятель — Дамиан Круглик (с 1992).
К храму приписана часовня на Богородском кладбище (Краснобогатырская ул., 113). Построена в стиле древних новгородских построек в 1908 году над могилой первого настоятеля храма Спаса Преображения протоиерея Александра Колычева по его завещанию и на его средства; в 1938 году была закрыта и разграблена, вскрыто захоронение. В 1990-х годах отреставрирована на средства прихожан и Богородской управы.
При храме — воскресная школа, хоровая детская группа, оказывается посильная помощь престарелым прихожанам.